# زوير شري (ملاثاني)
زویر بیت جري (بالفارسية: زویرچری) هي منطقة سكنية تقع في إيران في محافظة خوزستان. يقدر عدد سكانها بـ 334 نسمة بحسب إحصاء 2016.

## انظر أيضاً

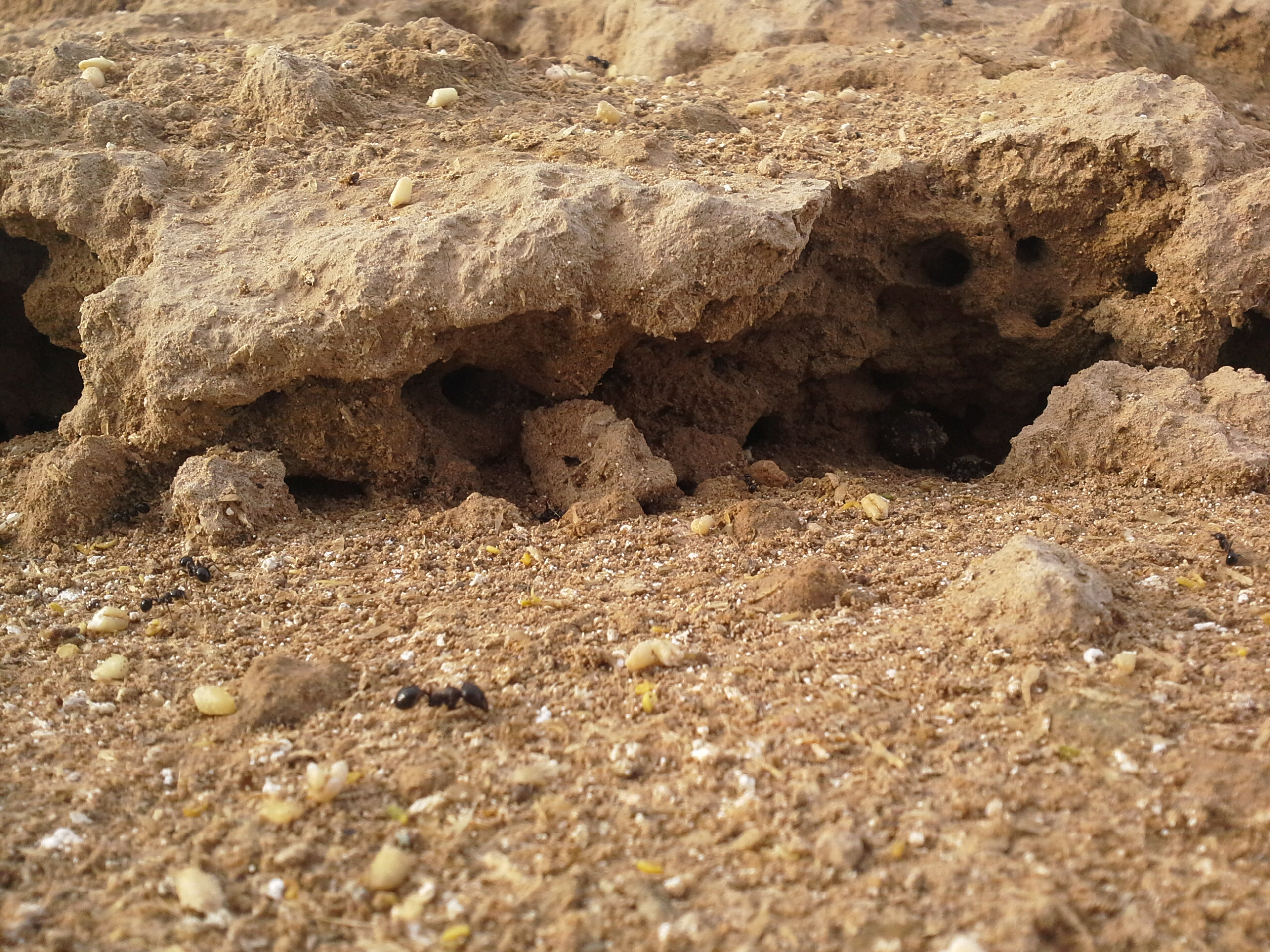
Ant's house in Zoveyr-e Chari in مقاطعة باوي southwestern in Iran